# CEBPA
La protéine CEBPA (de l'acronyme en anglais CCAAT/enhancer-binding protein alpha) est une protéine codée chez l'humain par le gène cebpA,.

## Fonctions
Le gène cebpA ne possède pas d'introns et la protéine codée est un facteur de transcription bZIP que présente la capacité de se complexer en homodimères a certains promoteurs et enhancers. Elle peut également former des hétérodimères avec des protéines apparentées, comme CEBPB et CEBPG. La protéine CEBPA s'est montrée être capable de se lier et de réguler l'expression du promoteur du gène codant la leptine, une protéine qui joue un rôle important dans la regulation de la sensation de la faim et de la satiété. CEBPA peut également intéragir avec les cyclines Cdk2 et Cdk4, inhibant leur activité kinase et empêchant ainsi la croissances des cellules en culture.

## Interactions
La protéine CEBPA s'est montrée être capable d’interagir avec : Cdk2, et Cdk4.